# جون إليوت (معجمي)
جون إليوت (و. 1604 – 1690 م) هو معجمي، ولغوي، ومترجم، ومترجم الكتاب المقدس ‏، ومبشر من مملكة إنجلترا، ولد في هارتفوردشير، توفي في بوسطن، عن عمر يناهز 86 عاماً.

## التعليم
تعلم في كلية يسوع ‏
.

## روابط خارجية
- جون إليوت على موقع الموسوعة البريطانية (الإنجليزية)